# Danh sách loài chim bị đe dọa cực kỳ nguy cấp
- Tuyệt chủng trong tự nhiên (EW): 5 loài
- Loài cực kỳ nguy cấp (CR): 218 loài
- Loài nguy cấp (EN): 416 loài
- Loài sắp nguy cấp (VU): 741 loài
- Sắp bị đe dọa (NT): 971 loài
- Loài ít quan tâm (LC): 7.872 loài
- Thiếu dữ liệu (DD): 61 loài

- 10.284 loài còn tồn tại được đánh giá
- 10.223 trong số đó được đánh giá đầy đủ[a]
- 8.843 loài không bị đe dọa[b]
- 1.375 tới 1.436 loài bị đe dọa[c]
- 145 tới 163 tuyệt chủng hoặc tuyệt chủng trong tự nhiên:
  - 140 loài tuyệt chủng (EX) species[d]
  - 5 tuyệt chủng trong tự nhiên (EW)
  - 17 có thể đã bị tuyệt chủng [CR(PE)]
  - 1 có thể đã bị tuyệt chủng trong tự nhiên [CR(PEW)]

1. ↑  Không bao gồm các đánh giá thiếu dữ liệu.
2. ↑  NT và LC.
3. ↑  Bị đe dọa bao gồm ba trạng thái CR, EN và VU. Ước tính trên bao gồm cả loài phụ thuộc bảo tồn DD.
4. ↑  Biểu đồ bỏ qua các loài tuyệt chủng (EX)

Tính đến hết năm 2016, Liên minh Bảo tồn Thiên nhiên Quốc tế (IUCN) đã liệt kê 218 loài chim bị đe dọa cực kỳ nguy cấp, bao gồm 18 loài được gắn là có thể tuyệt chủng hoặc có thể tuyệt chủng trong tự nhiên. Số lượng loài chim bị đe dọa cực kỳ nguy cấp chiếm 2,1% số lượng loài chim. Không có quần thể chim nào được IUCN đánh giá. Ngoài ra, 61 loài chim (chiếm 0,59% trong số đó) đánh giá là thiếu dữ liệu, tức là không có đủ thông tin đánh giá đầy đủ tình trạng bảo tồn. Vì các loài này phân bố nhỏ hoặc theo quần thể nhỏ hoặc về bản chất chúng có khả năng bị đe dọa theo IUCN. Mặc dù danh mục thiếu dữ liệu chỉ ra rằng, không có đánh giá nào về rủi ro tuyệt chủng được thực hiện đối với các đơn vị phân loại, IUCN vẫn lưu ý rằng, chũng vẫn có thể thích hợp để cung cấp về "mức độ chú ý cũng như đơn vị phân loại bị đe dọa được đánh giá."
Đây là danh sách đầy đủ các loài chim bị đe dọa cực kỳ nguy cấp được đánh giá bởi IUCN. Các loài được coi là có thể tuyệt chủng bởi IUCN được ghi chú bên cạnh. Trường hợp có thể tên loài theo tên khoa học được IUCN sử dụng.

## Bộ Hải âu
Bao gồm cả hải âu lớn và nhỏ.
- Hải âu Tristan
- Chim báo bão New Zealand
- Chim báo bão Guadalupe (có thể đã tuyệt chủng)
- Hải âu Galapagos
- Hải âu nhỏ Mascarene
- Hải âu nhỏ Beck
- Hải âu nhỏ Fiji
- Hải âu nhỏ Jamaica (có thể đã tuyệt chủng)
- Hải âu nhỏ Magenta
- Hải âu nhỏ Galápagos
- Hải âu Townsend
- Hải âu Rapa
- Hải âu Newell
- Hải âu Bryan
- Hải âu Balearic

## Bộ Sếu
- Gà nước Zapata
- Gà nước New Caledonia
- Sếu Siberia
- Chim kịch Samoa (có thể đã tuyệt chủng)
- Chim kịch Makira
- White-winged flufftail

## Bộ Vẹt
- Vẹt Kakapo
- Vẹt mào đỏ
- Vẹt mào vàng
- Vẹt Iguaca
- Vẹt đuôi dài
- Vẹt đuôi dài cổ lam
- Vẹt Lorikeet cổ đỏ
- Vẹt Lorikeet New Caledonia
- Vẹt Lorikeet mặt xanh
- Vẹt đuôi dài Malherbe
- Vẹt cánh chàm
- Vẹt bụng cam
- Vẹt Sinú (có thể đã tuyệt chủng)

## Bộ Bồ câu
- Bồ câu đất Polynesia
- Bồ câu đất cánh tím
- Bồ câu bạc
- Bồ câu đất mắt xanh
- Bồ câu mỏ lớn
- Bồ câu ức đỏ Negros
- Bồ câu ức đỏ Sulu
- Bồ câu ức đỏ Mindoro
- Bồ câu Grenada
- Bồ câu ăn trái Negros
- Bồ câu ăn trái Rapa

## Bộ Bồ nông
- Diệc bụng trắng
- Cò quăm São Tomé
- Cò quăm cánh xanh
- Cò quăm lớn

## Bộ Gà
- Curassow bướu xanh
- Curassow Belem
- Gà lôi lam mào trắng
- Cút Himalayan quail
- Curassow Sira
- Curassow sừng
- Chim Pipile Trinidad
- Gà gô Djibouti

## Bộ Hồng hoàng
- Cao cát Sulu
- Cao cát Walden
- Hồng hoàng mũ cát

## Bộ Ưng
- Ưng Ridgway
- Diều Cuba
- Kền kền lưng trắng
- Kền kền Bengal
- Kền kền Ấn Độ
- Kền kền Rüppell
- Kền kền mỏ mỏng
- Đại bàng ăn cá Madagascar
- Kền kền đầu mào
- Diều Flores
- Đại bàng Philippines
- Kền kền đầu đỏ
- Kền kền đầu trắng

## Bộ Ngỗng
- Vịt Laysan
- Vịt đầu đen
- Vịt đầu nâu Madagascar
- Vịt cát Brasil
- Vịt đầu hồng
- Vịt mào Hàn Quốc

## Bộ Cú
- Cú lùn Pernambuco
- Cú mèo Annobón
- Cú mèo Siau

## Bộ Choi choi
- Bói cá dải lam
- Bói cá Mangareva
- Bói cá Marquesan

## Bộ Cú muỗi
- Cú muỗi nhỏ New Caledonia
- Cú muỗi New Caledonia (có thể đã tuyệt chủng)
- Cú muỗi Jamaica (có thể đã tuyệt chủng)

## Bộ Yến
- Chim ruồi Dusky
- Chim ruồi họng lam (có thể đã tuyệt chủng)
- Eriocnemis isabellae
- Chim ruồi ngực đen
- Chim ruồi Woodstar Chile
- Chim ruồi bụng ngọc bích
- Chim ruồi mào ngắn
- Chỉm ruồi cổ lam
- Chim ruồi Juan Fernández

## Bộ Gõ kiến
- Gõ kiến hoàng gia
- Gõ kiến Okinawa

## Các loài khác
- Ô tác Đại Ấn
- Cu đất Sumatran
- Bìm bịp mào đen
- Cốc biển bụng trắng
- Thần ưng California
- Ô tác Bengal
- Cốc mào Chatham
- Chim lặn đầu mào
- Chim lội đồng bằng